# Moskovskij Komsomolets

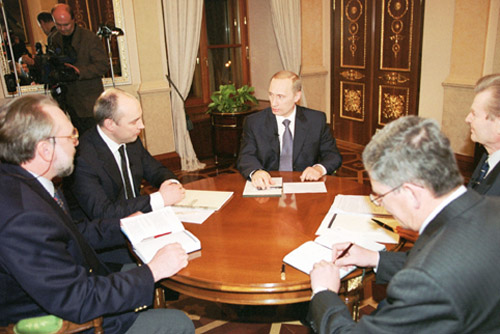
No Kremlin em Moscou, o presidente Vladimir Putin dando uma entrevista aos principais editores dos principais jornais russos

Moskovskij Komsomolets  ( em russo:  Московский комсомолец    , "Moscow Komsomolets ") é um jornal diário de Moscou com uma circulação aproximando-se de um milhão, cobrindo notícias gerais. Fundada em 1919, é famosa por seus relatórios tópicos sobre política e sociedade russas .

## História
O jornal foi publicado pela primeira vez pelo Comitê do Komsomol em Moscou em 11 de dezembro de 1919 como Yuny Kommunar ( em russo:  Юный коммунар, "Young Communard "). Nos anos seguintes, mudou de nome várias vezes, começando alguns meses após a primeira edição, quando se tornou o Yunosheskaya Pravda ( em russo:  Юношеская правда    , "Youth Truth"). Em 1924, após a morte de Lenin, ele foi renomeado para Molodoy Leninets ( em russo:  Молодой ленинец , "Futuro leninista"). Levou seu nome atual em setembro de 1929.
Entre 1931 e 1939, o artigo deixou de ser publicado. Foi revivida em 1940, mas não por muito tempo: a guerra interrompeu a publicação novamente em agosto de 1941. A publicação foi retomada apenas em 2 de outubro de 1945. Até 1990, serviu como órgão do Comitê de Moscou e do Comitê da Cidade de Moscou da Liga Comunista Jovem Leninista de Toda a União. Em 1991, foi assumido por sua equipe editorial.

### Editores-Chefe
Desde 1983, Pavel Gusev atua como editor-chefe do MK.
Editores-chefes anteriores
- Aleksandr Subbotin 1951–1958.
- Arkady Udaltsov 1968-1974.
- Lev Gushchin, 1977-1983.

## Conteúdo
O artigo é especializado em material político e social, pesquisas econômicas, notícias da cidade, crônicas urbanas e informações diversas.

## Prêmios ZD
MK também é conhecido como o anfitrião da parada de sucessos mais antiga da Rússia - o Zvukovaya Dorozhka ( em russo:  Звуковая Дорожка    , "trilha sonora"). Foi fundada no outono de 1975 por Artur Gasparyan e é publicada mensalmente no jornal desde 1977. Também chamado de ZD Awards, apresenta atos russos e internacionais. Desde 2003, é apresentado em uma cerimônia em salas de concerto. É considerado um dos principais prêmios da música russa.

## Circulação
Segundo uma pesquisa realizada em maio de 2004 pelo Centro Levada, 9% dos russos e 33% dos moscovitas que responderam, lêem o jornal "mais ou menos regularmente". Para o ano de 2000, a pesquisa registrou 11% e 40%, respectivamente.

Possui uma circulação impressa entre 700.000  e 930.000  cópias. 